# Белогорлая щурка
Белогорлая щурка (лат. Merops albicollis) — вид воробьинообразных птиц семейства щурковые (Meropidae).

## Распространение
Гнездится в полупустыне к югу от Сахары. Зимует в тропических лесах Экваториальной Африки от южного Сенегала до Уганды.

## Описание

### Внешний вид
Как и другие щурки, ярко окрашена. Цвет преимущественно зелёный. Лицо и горло белые с чёрной короной. Глаза пересекает чёрная полоса. На горле чёрная полоса. Нижняя сторона от бледно-зелёного до синего затенения на груди. Глаза красные. Клюв чёрный.
Птица может достигать длины 19–21 см за исключением двух удлинённых центральных перьев хвоста, которые могут превысить дополнительно 12 см. Вес от 20 до 28 граммов.

### Размножение
Гнездится колониально на песчаных почвах. Роет туннели 1–2-метровый тоннель, в конце которого откладывает от 6 до 7 сферических белых яиц. О яйцах заботятся оба родителя, но может быть до пяти помощников для заботы о птенцах.

### Питание
Кормится преимущественно насекомыми, предпочитая летающих муравьёв и жуков.

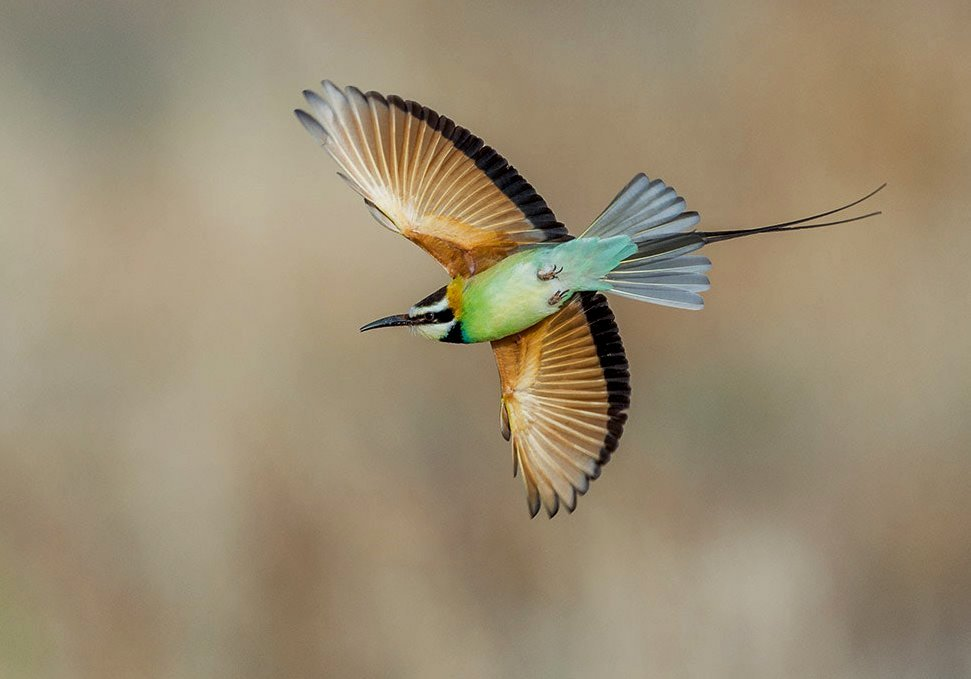
В полёте